# La Meurtrière diabolique
Pour plus de détails, voir Fiche technique et Distribution.
La Meurtrière diabolique (Strait-Jacket) est un film américain réalisé par William Castle, sorti en 1964.

## Synopsis
Lucy Harbin sort d'un hôpital psychiatrique où elle a passé plusieurs années pour le meurtre de son mari et de sa maîtresse. Jugée saine d'esprit, elle retourne vivre avec sa fille (témoin du meurtre) et ses beaux-parents. Cependant, de nouveaux meurtres sont commis et l'entourage de Lucy et celle-ci croit qu'elle redevient folle comme il y a vingt ans.

## Fiche technique
- Titre : La Meurtrière diabolique
- Titre original : Strait-Jacket
- Réalisation : William Castle
- Scénario : Robert Bloch
- Production : William Castle et Dona Holloway
- Société de production : William Castle Productions
- Musique : Van Alexander
- Photographie : Arthur E. Arling
- Montage : Edwin H. Bryant
- Décors : Boris Leven et Frank Tuttle
- Pays d'origine : États-Unis
- Format :  Son mono  - Noir et blanc
- Genre : Horreur
- Durée : 89 minutes
- Date de sortie : 19 janvier 1964 (USA)
- Rated PG-13 for violence/gore and disturbing content
- Interdit aux moins de 13 ans lors de sa sortie en salle

## Distribution
- Joan Crawford : Lucy Harbin
- Diane Baker : Carol Harbin
- Leif Erickson : Bill Cutler
- Howard St. John : Raymond Fields
- John Anthony Hayes : Michael Fields
- Rochelle Hudson : Emily Cutler
- George Kennedy : Leo Krause
- Edith Atwater : Mme Fields
- Mitchell Cox : Dr. Anderson

## Autour du film
- Joan Crawford avait joué dans un thriller semblable à celui-ci mais qui a eu un plus grand succès Qu'est-il arrivé à Baby Jane ? avec Bette Davis.
- Ce film n'a rien à voir avec le célèbre film Psychose sorti en 1960, mais plutôt avec " Chut... chut, chère Charlotte" de Robert Aldrich.